# Théâtre d'État d'Oldenbourg
Le Théâtre d'État d'Oldenburg (Oldenburgisches Staatstheater) est un théâtre allemand situé dans la ville d'Oldenburg, en Basse-Saxe.

## Histoire
Le théâtre est inauguré pour la première fois à l'époque du grand-duché d'Oldenbourg, le 1er février 1833. À cette époque, il s'agissait d'une structure en bois construite par le maître charpentier local Herman Wilhelm Muck, également propriétaire du bâtiment. Le fondateur et premier directeur du théâtre est Carl Christian Ludwig Starklof (1789-1850), avocat et écrivain, qui est conseiller privé à Oldenbourg. L'acteur Johann Christian Gerber (1785-1850), qui avait auparavant dirigé un théâtre dans la ville voisine de Brême, est également impliqué. La fondation est soutenue par la grande-duchesse Cécile (1807-1844). Le théâtre est nommé Großherzogliches Hoftheater (Théâtre de la Cour grand-ducale) en 1842.
En novembre 1891, le nouveau bâtiment brûle entièrement à la suite d'un incendie. La compagnie de théâtre continue à travailler dans un bâtiment temporaire en bois à proximité tandis que la salle détruite est reconstruite sous la supervision de l'architecte de la cour d'Oldenbourg Franz Noack et de Paul Moritz Zimmer, un architecte de Chemnitz. La reconstruction respecte le projet original de Gerhard Schnitger, mais des modifications sont apportées pour remplacer l'éclairage au gaz par un éclairage électrique. Un grand toit en forme de dôme est ajouté afin d'accueillir un réservoir d'eau au-dessus de la scène — une mesure de protection incendie importante à l'époque. L'espace de l'atelier est agrandi. Les murs et plafonds intérieurs sont richement décorés de moulures, de sculptures murales et de fresques de style baroque. Le nouvel éclairage électrique est intégré à la décoration. Le théâtre rouvre ensuite en octobre 1893,.

## Directeurs généraux depuis la Seconde Guerre mondiale
- Irene de Noiret et Otto Daue (tous deux 1945/1946)
- Albert Lippert (de) (1946/1947)
- Jost Dahmen (1947/1948)
- Gerd Briese (de) (1948-1954)
- Fred Schroer (1954-1957)
- Ernst Dietz (de) (1957-1963)
- Wilhelm List-Diehl (1963-1968)
- Harry Niemann (1968-1985)
- Hans Häckermann (de) (1985-1993)
- Stephan Mettin (1993-2001)
- Rainer Mennicken (de) (2001-2007)
- Markus A. Müller (de) (2007-2014)
- Christian Firmbach (2014-présent)